# 梅羅希納
43°17′N 21°43′E / 43.283°N 21.717°E

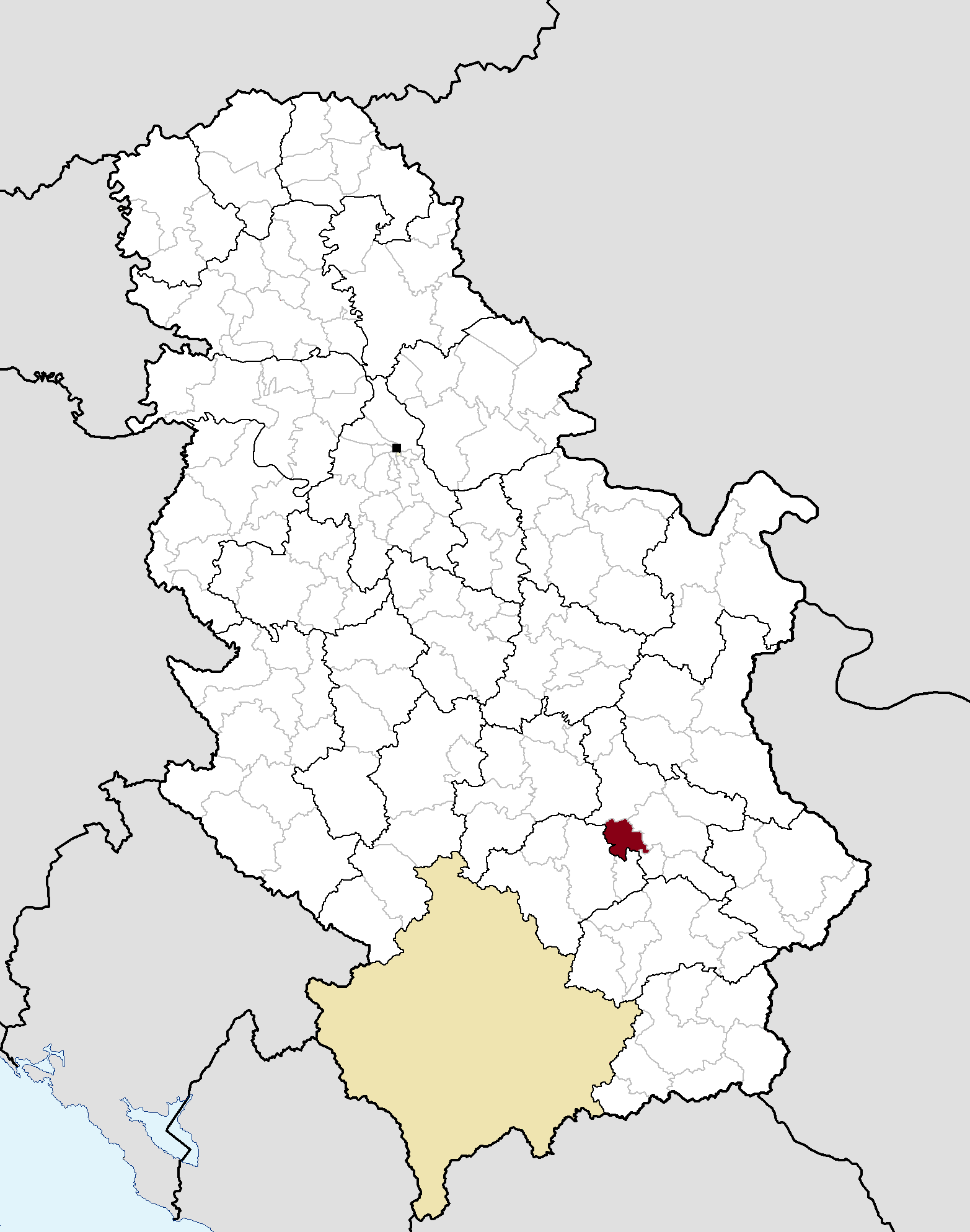

梅羅希納，是塞爾維亞的城鎮，位於該國東南部，由尼沙瓦州負責管轄，面積193平方公里，海拔高度244米，2011年人口13,968，人口密度每平方公里72人。